# John S. McCain, Jr.
Pour les articles homonymes, voir McCain.
John Sidney McCain Jr., né le 17 janvier 1911 à Council Bluffs (Iowa) et mort 22 mars 1981 dans un avion au-dessus de l'océan Atlantique, est un amiral quatre étoiles de la United States Navy qui sert de la Seconde Guerre mondiale jusqu'à la guerre du Viêt Nam.

## Biographie
Né à Council Bluffs, il est le fils de John S. McCain, Sr. qui était également un amiral quatre étoiles de la marine américaine.
Il est le père du sénateur de l'Arizona John S. McCain III (1936-2018), ancien pilote d'aéronavale et candidat pour le Parti républicain à l'élection présidentielle américaine de 2008.

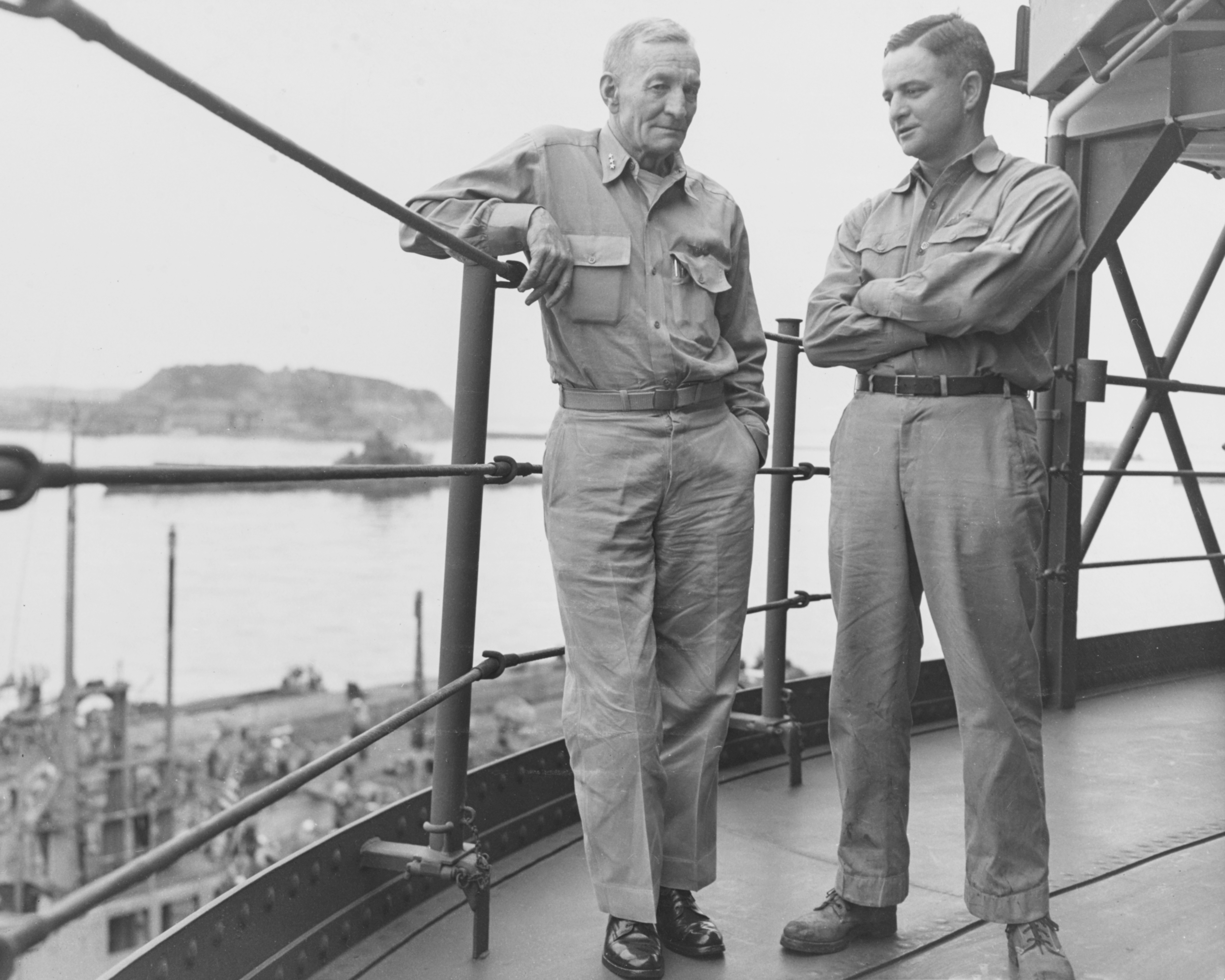
L'amiral John S. McCain, Sr. et son fils, le commander John S McCain, Jr., sur un navire américain (probablement l'USS Proteus) dans la baie de Tokyo vers le 2 septembre 1945 lors des actes de capitulation du Japon. L'amiral John S. McCain mourra quelques jours plus tard.

John Sidney McCain, Jr. a été commandant de sous-marin pendant la Seconde Guerre mondiale, en Atlantique pendant le débarquement allié en Afrique du Nord (où il subira des tirs amis) puis dans le Pacifique. Après la guerre, il est affecté au bureau du chef du personnel naval jusqu'en 1948. Il prend ensuite le commandement de la division 71 de sous-marins. En 1950, il est affecté au Pentagone où il va occuper différents postes, au bureau du chef des Opérations navales, au bureau des Affaires juridiques puis au bureau du secrétaire à la Marine.
Il passe les années 1960 dans une série de commandements en Atlantique dont celui du Groupe amphibie no 2, de l'entraînement amphibie, il est chef de l'information navale, des forces amphibies, de la Frontière maritime orientale et atlantique. Il devient commandant en chef des Forces navales américaines en Europe de 1967 à 1968. Il est impliqué dans l'enquête sur l'incident de l'USS Liberty.
Durant la guerre du Viêt Nam, l'amiral McCain sert comme commandant en chef de l'United States Pacific Command de 1968 à 1972. Durant cette période, l'avion de son fils, pilote d'aéronavale, est abattu en mission au-dessus du Viêt Nam et ce dernier est fait prisonnier à Hanoï pendant cinq ans et demi.
L'amiral McCain prend sa retraite en 1972 à Washington. Il meurt d’une crise cardiaque en plein vol dans un avion militaire en rentrant d'Europe le 22 mars 1981. Il est enterré au cimetière national d'Arlington.
L'USS John S. McCain (DDG-56) a été nommé en son honneur et celui de son père.

## Source
- (en) Cet article est partiellement ou en totalité issu de l’article de Wikipédia en anglais intitulé « John S. McCain, Jr. » (voir la liste des auteurs).
- Notices d'autorité :   - VIAF
  - ISNI
  - LCCN
  - Pays-Bas
  - Tchéquie
  - WorldCat